# 하시가타촌
하시가타촌(일본어: 走潟村)은 일본 구마모토현 호타쿠군에 있던 촌이다. 

## 역사
- 1889년 4월 1일 - 정촌제 시행에 수반해 아키타군 하시가타촌이 성립하였다.
- 1896년 4월 1일 - 다쿠마군과 합병해 호타쿠군이 되었다.
- 1954년 10월 1일 - 우토군 시라누히촌의 일부와 함께 우토군 우토정에 편입되었다.

## 참고 문헌
- 角川日本地名大辞典編纂委員会, 『角川日本地名大辞典 43 熊本県』1987, 角川書店